# Gummer
Gummer (Italiaans: San Valentino in Campo) is een dorpje in de Noord-Italiaanse provincie Zuid-Tirol in de regio Trentino-Zuid-Tirol. Het dorp is een zogenaamde Fraktion binnen de gemeente Karneid.
Gummer ligt op 1107 meter hoogte aan de Dolomietenweg, een lange toeristische autoweg die genoemd is naar de Dolomieten-bergketen. Nabij het dorp bevinden zich veel haarspeldbochten. Noordwestwaarts loopt de weg langs een zeer idyllisch landschap, waarna men in het Bekken van Bolzano komt. Deze weg loopt voorbij de Latemar en de Rosengarten (Catinaccio) en eindigt in Kardaun (Cardano).
Blumau · Breien · Gummer · Kardaun · Karneid · Steinegg